# Vaccinium latifolium
Vaccinium latifolium är en ljungväxtart som först beskrevs av August Heinrich Rudolf Grisebach, och fick sitt nu gällande namn av George Bentham och Hook. f. Vaccinium latifolium ingår i Blåbärssläktet, och familjen ljungväxter. Inga underarter finns listade i Catalogue of Life.